# 二次方Remix
《二次方Remix》是香港歌手黎明的迷你專輯，全碟由陳永明監製，專輯於1995年12月由唱片公司寶麗金首次發行。

## 製作與發行
《二次方Remix》是一張收錄於《夢、追（特別版）》的迷你專輯，1995年11月，黎明推出《夢、追踪》專輯，並舉行《那一夜我們在霓虹下起舞Neon Leon Live 95》演唱會，其後於同年12月推出《二次方Remix》，隨《夢、追踪》一起發行。這張專輯收錄了歌曲〈危情追蹤〉和〈原諒我〉的混音版本，以及〈沒名字的歌，無名字的你〉和〈危情追蹤〉的演唱會版本。

## 曲目列表
| CD       | CD                                     | CD       | CD        | CD          | CD       | CD    |
| 曲序     | 曲目                                   |          | 作曲      | 编曲        | 备注     | 时长  |
| -------- | -------------------------------------- | -------- | --------- | ----------- | -------- | ----- |
| 1.       | 危情追蹤（lost in jungle mix）         | 姚沁     | 山本洋太  | 山本洋太    |          | 4:41  |
| 2.       | 原諒我（chamber mix）                  | 林明陽   | 單立文    | Adrian Chan | 國語歌曲 | 3:07  |
| 3.       | 危情追蹤（Live Version）               | 姚沁     | 山本洋太  | 山本洋太    |          | 4:50  |
| 4.       | 沒名字的歌，無名字的你（Live Version） | 林夕     | Calvin Ho | 趙增熹      |          | 4:11  |
| 总时长： | 总时长：                               | 总时长： | 总时长：  | 总时长：    | 总时长： | 16:49 |